# Herman van Riemsdijk

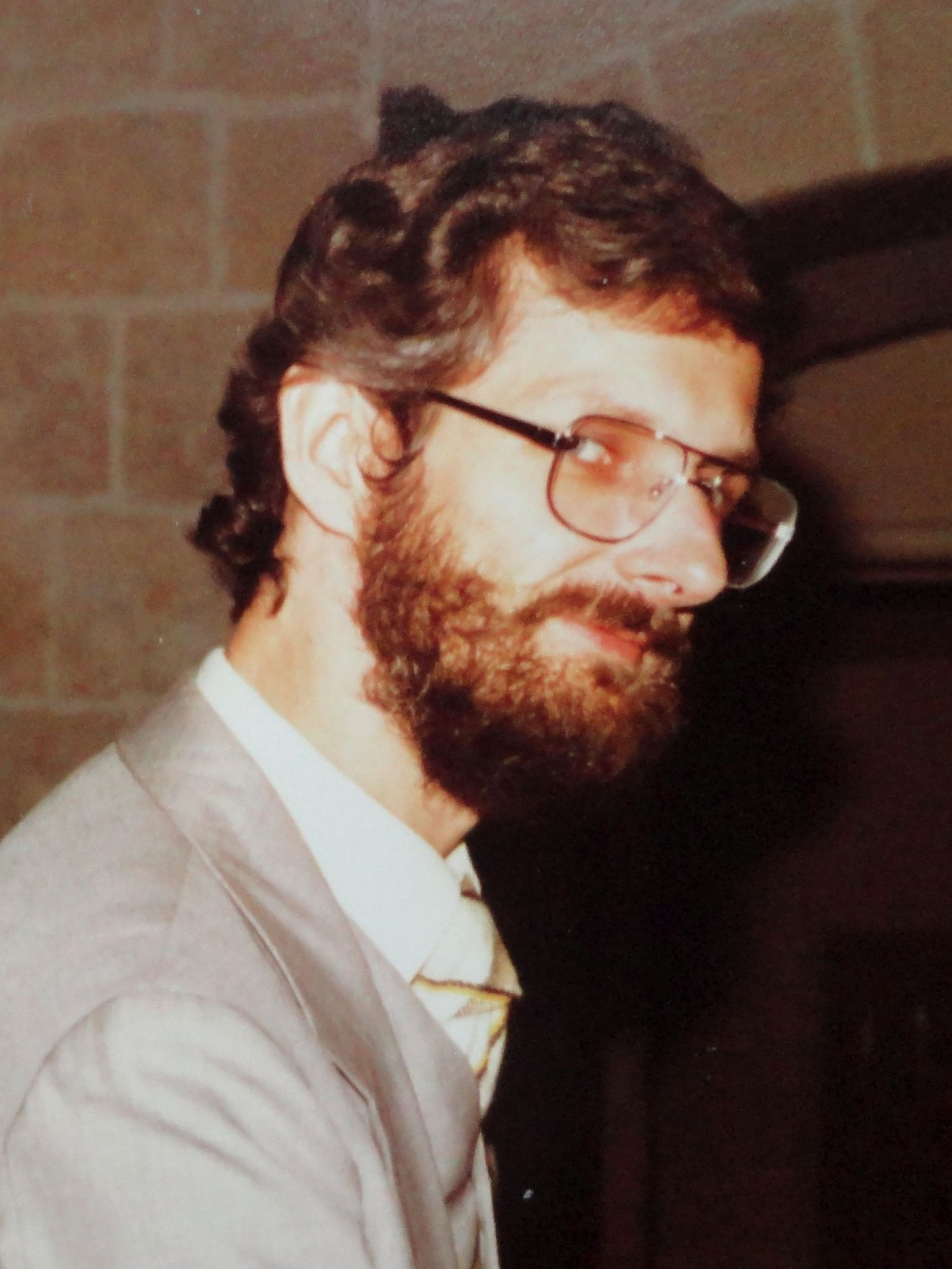
Herman van Riemsdijk, Malta 1980

Herman Claudius van Riemsdijk (ur. 26 sierpnia 1948 w Tiel w Holandii) – brazylijski szachista i sędzia szachowy (International Arbiter od 1981), mistrz międzynarodowy od 1978 roku.

## Kariera szachowa
W pierwszych lat 70. do końca 90. należał do ścisłej czołówki brazylijskich szachistów. Wielokrotnie startował w finałach indywidualnych mistrzostw kraju, zdobywając 12 medali: 3 złote (1970, 1973, 1988), 4 srebrne (1975, 1976, 1977, 1995) oraz 5 brązowych (1968, 1978, 1984, 1993, 1997). Pomiędzy 1972 a 1998 rokiem jedenastokrotnie reprezentował swój kraj na szachowych olimpiadach, zdobywając 64½ w 116 partiach. Dwukrotnie startował w turniejach międzystrefowych: w roku 1979 zajął w Rydze XIV miejsce, natomiast w 1990 w Manili – odległe LVII miejsce (turniej rozegrano systemem szwajcarskim.
Jeden z największych sukcesów w karierze odniósł w roku 1977, zdobywając w Santa Cruz tytuł mistrza państw panamerykańskich. Spośród innych znaczących wyników wymienić należy: I m. w São Paulo (1967), dz. II m. w Tramandai (1978, turniej strefowy, za Francisco Troisem, wspólnie z Luisem Bronsteinem), I m. w Asuncion (1985), dz. I m. w São Paulo (1989, turniej strefowy, wspólnie z Jaime Sunye Neto), dz. I m. w Bogocie (1992, wspólnie z Gilberto Milosem), dz. I m. w La Placie (1998, wspólnie z Carlosem Garcią Palermo i Hugo Spangenbergiem) oraz dwukrotnie dz. I m. w Santosie (2003 i 2006). W 2006 r. w silnie obsadzonym finale mistrzostw kraju zajął IV miejsce, ulegając tylko najlepszych
brazylijskim arcymistrzom: Giovanniemu Vescovi, Rafaelowi Leitao i Gilberto Milosowi. W 2008 r. podzielił II m. w Sydney (otwarte mistrzostwa Australii, za Dejanem Anticiem, wspólnie z Stephenem Solomonem).
Najwyższy ranking w karierze osiągnął 1 lipca 1991 r., z wynikiem 2460 punktów zajmował wówczas 4. miejsce wśród brazylijskich szachistów.